# Haslum
Haslum est une agglomération de la municipalité de Bærum, dans le comté d'Akershus, en Norvège.

## Description
Haslum est desservi par la gare d'Haslum sur la Kolsås Line (en) (Kolsåsbanen) du métro d'Oslo. Haslum est connu pour l'église Haslum (Haslum kirke) son église paroissiale médiévale, qui est entourée d'un cimetière historique.

## Galerie

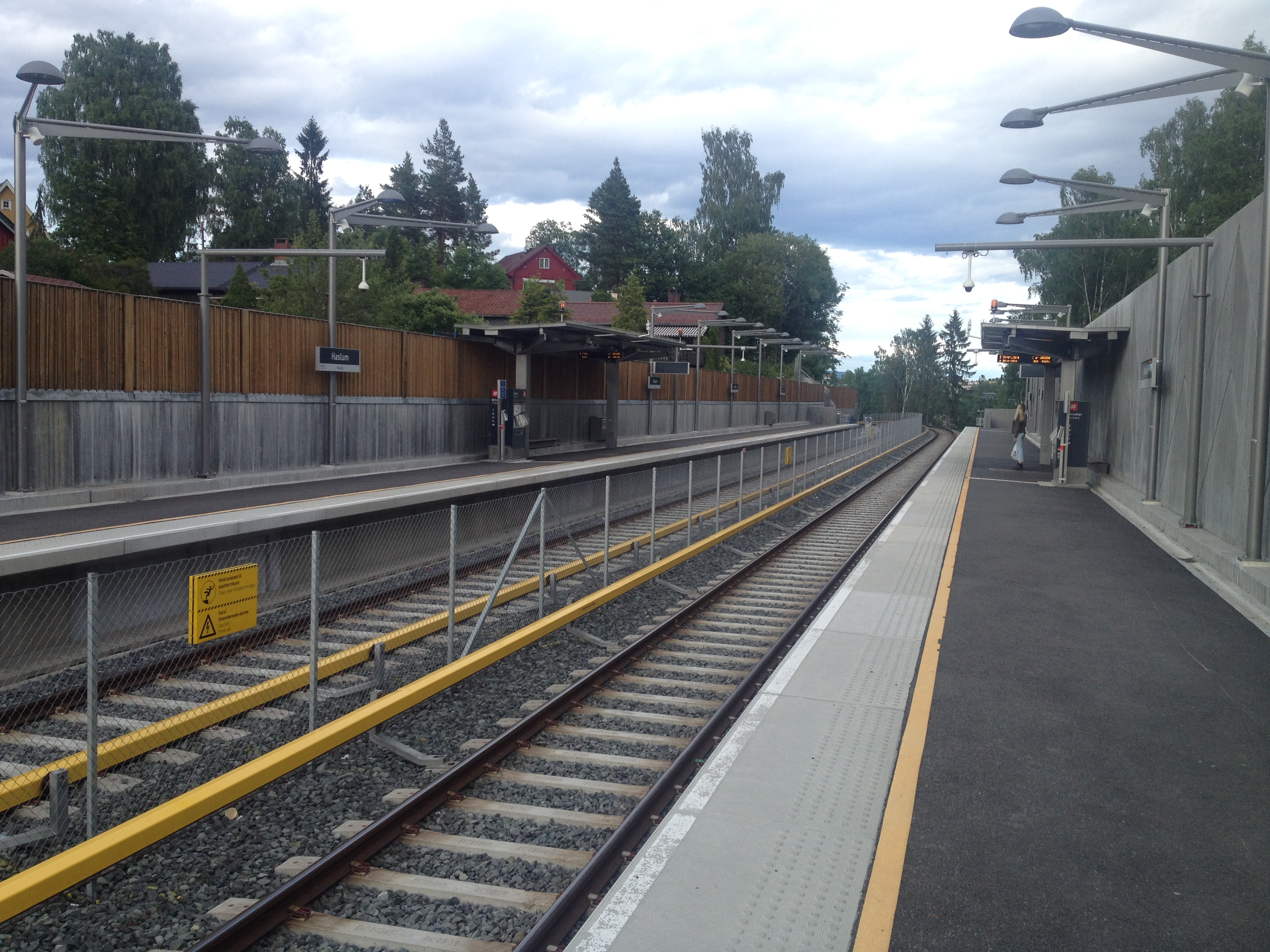
Gare d'Haslum
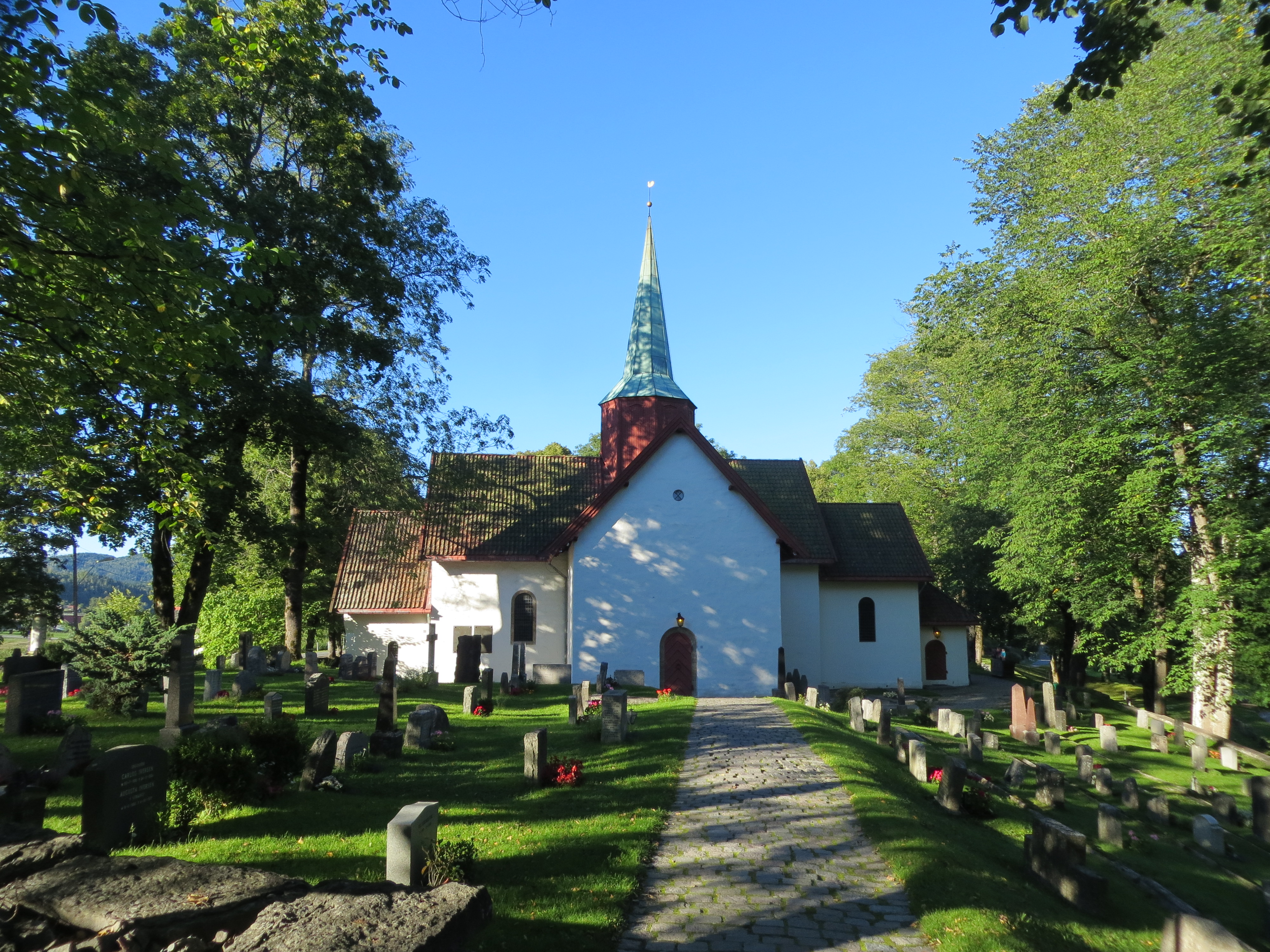
Église d'Haslum
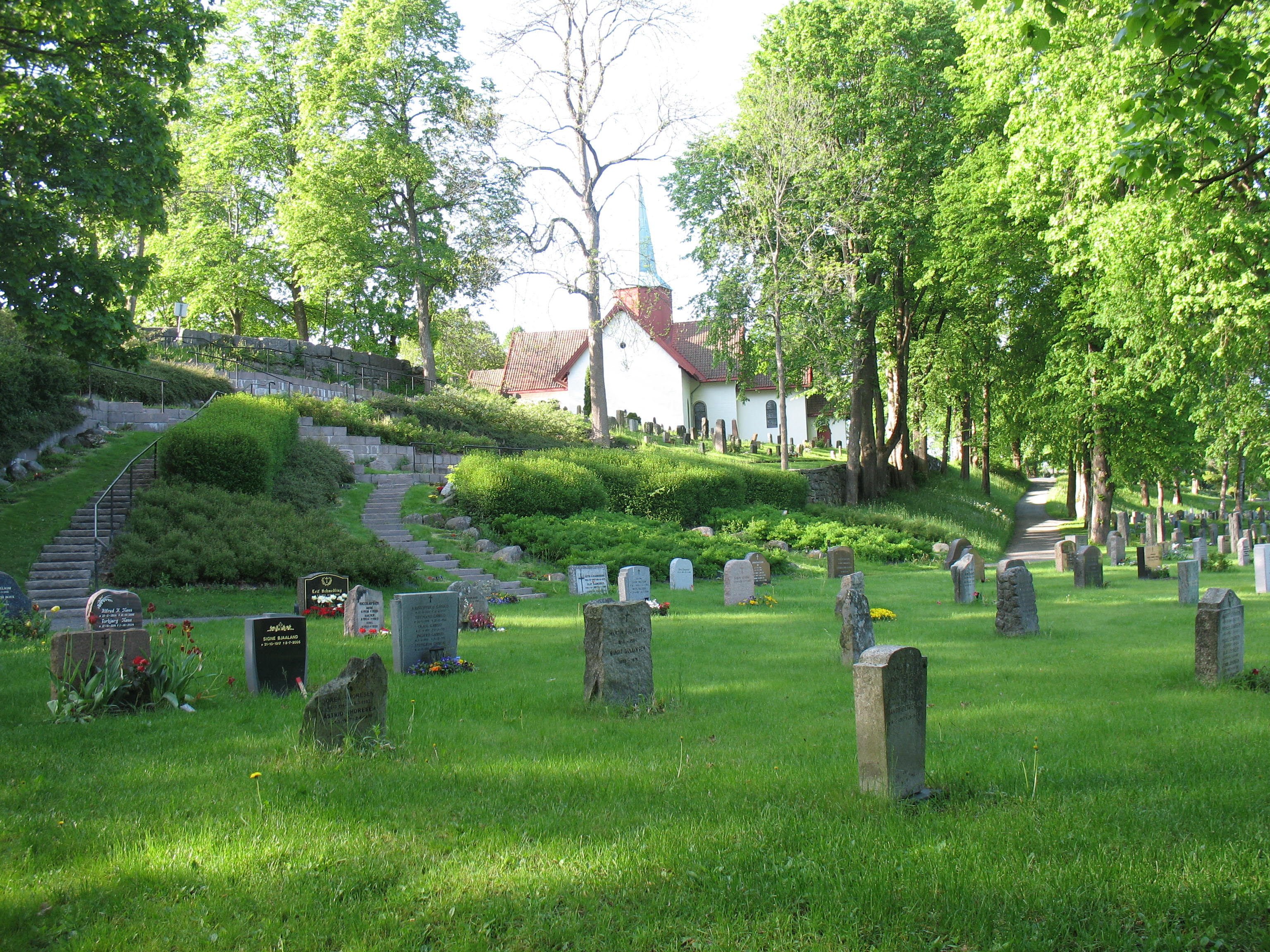
Cimetière historique